# Quach Dong Phuong
 (octobre 2013).
Quach Dong Phuong est un peintre de compositions à personnages, sujets de genre, paysages animés, pastelliste-Occidental, naïf, vietnamien du XXe siècle, né en 1961 à Hanoï (région du Tonkin).

## Biographie
Quach Dong Phuong fait ses études à l'Institut des Beaux-Arts Industriels de Hanoï, il obtient son diplôme en 1984.
Il prend part à diverses expositions à l'étranger :
- en 1995 à Bahreïn et en France,
- en 1996 en Italie et en Belgique.

Il expose à Paris : Viêt Nam. 30 ans de peinture de la guerre à la paix.
Dans des œuvres telles que Sous l'arbre centenaire, Cueillette, il dépeint les personnages de la vie paysanne ou les villageois dans leurs occupations quotidiennes. L'artiste crée un monde coloré et animé de « petits chapeaux coniques blancs » qui lui permettent d'être identifié d'emblée.

## Musées
Il figure au Musée National d'Hanoï.